# アイエンター
株式会社アイエンター（英: i-enter corporation）は、東京都渋谷区に本社を置く、システムソリューション事業や先端技術研究開発、自社プロダクト商品の開発を行う企業である。

## 概要
2004年9月、ITとEntertainmentの融合を掲げて、入江恭広が株式会社アイエンターを設立。社名は「IT（アイティ）」と「Entertainment（エンターテインメント）」の単語を組み合わせた。
アイエンターはITの総合コンサルとして、基幹システム開発からウェブシステム開発、スマホアプリ開発と領域を拡大。
UI/UXデザインやマーケティング、インフラ構築など様々な事業を行っている。
2016年には最先端技術研究チームを設けIoTやAI、XRなどの技術研究を進めており、近年は、一次産業に対してITを活用した支援として、マリンテック事業やスポーツテック事業にも取り組んでいる。
2020年にはマリンテックの「魚体サイズ算出装置」、2021年には仮想空間を用いた「AI姿勢推定システム」で特許を取得。

## 経営理念・ミッション
経営理念
「信頼され愛される企業をめざし、たゆまぬ努力をしつづけます」
一. 仕事を楽しむ
一. 成長を楽しむ
一. 挑戦を楽しむ
一. サービスを楽しむ
一. 感謝を楽しむ
ミッション
「デジタルデバイド（情報格差）をなくし楽しむ未来を創る」

## 沿革
- 2004年 - 代々木のレンタルオフィスにてアイエンター設立
- 2005年 - 事業拡大とともにオフィスを渋谷へ移転
- 2006年 - 情報セキュリティマネジメントの認証資格「ISMS」を取得
- 2007年 - 事業拡大に伴い本社移転/第一期 新入社員入社
- 2008年 - グループ会社i.e.sea株式会社（ネットワーク、インフラ事業）を設立
- 2009年 - 早稲田出版から就活生に向けた「また、お祈りメールがきました」（著：入江恭広）を出版
- 2010年 - 会員制・業績向上プログラム「スマートフォン研究会」スタート
- 2011年 - 事業拡大に伴い本社移転/アイス・スイーツ通販サイト「善左エ門」オープン/i-seiQ（システム業界向け：契約・書類発行管理サービス）リリース
- 2012年 - 大阪支店開設/I-FACE（iPad向け受付管理システム）リリース/「スマホ活用経営支援サービス」が東京都に承認される
- 2013年 - ベトナム・ハノイにi-enter Asia（アイエンター アジア）設立
- 2014年 - i.e.sea株式会社がAWSアドバンストコンサルティングパートナーに昇格
- 2015年 - 「北海道オホーツクふるさとテレワーク 推進事業」に参加/資本金を3,000万円に増資
- 2016年 - グループ会社i.e.sea株式会社をアイエンターへ事業移管
- 2017年 - 福岡支店開設/事業拡大に伴い本社移転/北海道北見市と地方創生に係る連携協定を締結/「横浜FC」とオフィシャルクラブスポンサーの契約を締結
- 2018年 - ラボ型開発およびラボ契約が東京都「経営革新計画」として承認される/RPA導入支援サービスを開始/仙台サテライトオフィスを開設/ペットメディア「ReCheri（リシェリ）」を開始/技術書「スマートスピーカーアプリ開発入門 3大スマートスピーカー Amazon Echo Google Home LINE Clova対応」を出版
- 2019年 - 札幌支店開設/仙台支店開設/沖縄支店開設
- 2020年 - 「魚体サイズ算出装置」特許取得/マリンテック事業「i-ocean」を開始/北海道斜里町と「RPAを活用した業務効率化に関する連携協定」を締結
- 2021年 - 「AI姿勢推定システム」特許取得/オンラインプログラミング教室「i-Pallet’s」を開始/横浜ラボ開設/北見支店開設/Eveplat(オンラインイベントプラットフォーム)リリース
- 2022年 - 北海道北見市に統合型コミュニティワークスペース「KITAMI BASE」開所/「マイナビ仙台レディース」とオフィシャルパートナーの契約を締結
- 2025年 - 事業拡大に伴い本社移転

## 主な事業内容

### DXコンサルティング
- DXコンサルティング
- AIシステム企画・開発・運用
- WEBシステム企画・開発・運用
- スマートデバイスアプリ企画・開発・運用
- IoTシステム企画・開発・運用
- XR・VR・ARアプリ企画・開発・運用
- クラウド／インフラ企画・構築・運用
- RPA導入コンサルティング・構築・運用
- 顔認証ソリューション
- センサーカバー製作
- QA支援

### 自社プロダクト
- マリンテック「i-ocean」
- AI面接ツール「AI RECOMEN」
- 音声対話型AIシステム「AIコンシェルジュ」
- IT業界特化型クラウド契約管理書類発行サービス「i-seiQ」
- iPad無人受付案内システム「I-FACE」
- オンラインイベントプラットフォーム「Eveplat」
- 無料で使える情報共有ツール「welog」
- IoTプラットフォーム「i-Measure」
- スポーツテック「i-enter Sports-Tech Lab」

### UXデザインコンサルティング
- 企業ブランディング
- デザインコンサルティング
- パンフレット・リーフレット 企画・制作
- UI・UXデザイン

### マーケティング
- マーケティング戦略設計・構築
- メディアプランニング・運用代行
- WEB・アプリ解析
- MAツール広告の運用・販売
- コンサルティング